# ۱۲۷۵ (قمری)
۱۲۷۵ (قمری)، هزار و دویست و هفتاد و پنجمین سال در گاهشماری هجری قمری است. اول محرم این سال برابر با یازدهم اوت سال ۱۸۵۸ میلادی است.

## رویدادها
حسینیه‌ی امینی‌ها در این سال در شهر قزوین با کاربری منزل مسکونی بنا شد و بعد ها از ترس مصادره شدن آن را وقف با کاربری حسینیه کرد

## مناسبت‌ها
```
ششم صفر- آغاز صدارت 
میرزا آقاخان نوری
```

## وابسته
- مشیرالدوله
- پیشینه مجلس در ایران